# Серебряная Орда
«Серебряная орда» (англ. Silver Horde) — персонажи в вымышленной вселенной Плоского мира в серии книг Терри Пратчетта. Объединение престарелых героев-варваров под предводительством Коэна-варвара (Чингиза Коэна). В названии орды обыгрывается Золотая Орда.
Во время событий книги «Интересные времена» Коэн собрал своих старых друзей и бывших соперников на последнее и самое великое приключение. Престарелые варвары, в которых по словам самого Коэна сконцентрировано почти пятьсот лет героического варварского опыта, отправились на завоевание Агатовой Империи и преуспели. Коэн стал новым императором и достойно наградил своих соратников. Некоторое время они жили, как аристократы, но беззаботная жизнь пришлась им не по вкусу, поэтому они решили отправиться в действительно самое последнее в их жизни и, вероятно, самое «громкое» предприятие – в обитель богов на вершине горы Кори Челести дворец Данманифестин. Варвары приготовили подарок для богов – бочонок с порохом.
Им удалось добраться до дворца богов, но в последнюю минуту лидер Орды Коэн-Варвар, осознав, что разрушение обители богов может привести к гибели всего мира, отказался от своего плана. Чтобы спасти Дунманифестин, а также и весь мир, герои прыгнули вместе с бочонком в пропасть. Скорее всего, они все погибли, но их тела так и не были найдены, а валькирии, явившиеся за душами погибших героев, жаловались, что «банда стариканов угнала их ездовых лошадей».
В состав орды входят:

## Коэн-Варвар
(англ. Cohen the Barbarian). Знаменит своими многочисленными подвигами. Собственно и создал Серебряную Орду. Повсюду таскается со следующими типами:

## Малыш Вилли
(англ. Boy Willie). В орде к нему относятся как к мальчишке потому, что ему нет ещё и 80 лет. Он носит ортопедическую обувь на очень толстых подошвах, какую обычно носят люди, у которых одна нога короче другой. Но у Малыша Вилли очень редкий случай в медицинской практике - у него каждая нога короче другой.

## Хэмиш Стукнутый
(англ. Mad Hamish). Ему 105 лет, это высохший, бородатый, маленький человечек со вставными зубами, похожий на сморщенную обезьянку. Передвигается и сражается в боевом кресле на колесиках, оснащенном дополнительными лезвиями. На голове носит шлем с рогами. Глух как пень, что в любом случае не мешает ему геройствовать, так как герои-варвары не имеют привычки слушать людей. 

## Маздам Дикий
(англ. Truckle the Uncivil). При ходьбе пользуется двумя костылями, на одном из которых написано «ЛЮБОВЬ», а на другом - «НЕНАВИСТЬ». При разговоре, ему требуется прикладывать значительные усилия, чтобы произнести предложение без употребления *%$*! - выражений. 

## Калеб-Потрошитель
(англ. Caleb the Ripper) Ему 85 лет и он в прекрасной форме. Известно, что он голыми руками убил четыреста человек и ещё двух - их собственными голыми руками. Его любимое оружие – здоровенный тиковый чурбан. 

## Старик Винсент
(англ. Old Vincent). Ему 87 лет, страдает склерозом. Предположительно умер в Агатовой Империи от Еротического (вероятно апоплексического) удара после событий, описанных в книге "Интересные времена"

## Профессор Рональд Спасли
(англ. Ronald Saveloy). Высокий, похожий на палку человек с дружелюбно рассеянным выражением лица и легкой бахромой белых как снег волос, благодаря которым сверху он очень напоминает ромашку. Одет в слегка великоватую кольчугу, с закрепленными ремнями на спине огромными ножнами. Вместо меча в ножнах торчат разнообразных размеров свитки и кисти. Кольчужная рубаха Рональда снабжена нагрудным кармашком, в котором он хранит цветные карандаши в кожаном чехольчике.
Рональд - бывший школьный учитель географии предпенсионного возраста. Почетный член «Серебряной орды», а также её мозговой центр. Однажды он отправился на прогулку в поисках интересных полезных ископаемых, как вдруг наткнулся на лагерь ещё более интересных ископаемых под названием «Серебряная орда». Они отнеслись к нему довольно дружелюбно, поскольку у него не было ни оружия, ни денег и с удовольствием принялись задавать ему вопросы, так как он знал то, что было им неизвестно. Внезапно он понял, что должен присоединиться к орде, чтобы начать новую жизнь, полную приключений. Люди легко заражаются энтузиазмом от Коэна, даже легче, чем гриппом. Возможно, в этом виновата его невероятная харизма. Коэн входит в жизнь людей, как неуправляемая планета врывается в спокойную звездную систему и они внезапно уходят за ним только потому, что у них в жизни никогда ничего подобного не было. В орде Рональда зовут «Проф» (англ. Тeach). Он пытался научить престарелых варваров приличным манерам – не ругаться, быть вежливым с дамами, время от времени принимать ванну, а также объяснял им некоторые понятия цивилизованного общества – например, производственные отношения и налогообложение. Погиб в конце событий, описанных в книге "Интересные времена"